# Fauguernon
Fauguernon é uma comuna francesa na região administrativa da Normandia, no departamento Calvados. Estende-se por uma área de 7,41 km². Em 2010 a comuna tinha 255 habitantes (densidade: 34,4 hab./km²).